# Lauter
Lauter è un comune tedesco di 1 148 abitanti, situato nel land della Baviera.